# Chlorodendrales
Chlorodendrales é uma ordem de algas verdes unicelulares, flageladas da classe monotípica Chlorodendrophyceae, cujas células eucariotas estão rodeadas por escamas celulares que formam tecas.

## Descrição
Tal como ocorre nas Prasinophyceae, que são definidas pelas suas escamas celulares compostas por carboidratos, as Chlorodendrales são únicas dentro do grupo das algas verdes devido a estas escamas se apresentarem fundidas, formando a parede de uma teca. As células das Chlorodendrales apresentam-se completamente recobertas por escamas, que se fundem em torno do corpo celular produzindo a teca, mas que permanecem separadas individualmente sobre os flagelos, dos quais há tipicamente quatro por célula.
Sendo foto-autotróficas, isto capazes de produzir energia química a partir de dióxido de carbono e radiação solar, as espécies das Chlorodendrales ocorrem tanto em habitats marinhos como de água doce, inserindo-se em cadeias tróficas do tipo bêntico e planctónico.
A morfologia e tamanho das células das Chlorodendrales varia em função das espécies. As células variam muito em tamanho de espécie para espécie, com um limite superior de ~25 µm de comprimento. As células podem ser redondas, ovóides, elípticas, achatadas ou comprimidas; existe uma grande diversidade morfológica nas células das Chlorodendrales.
As escamas das Chlorodendrales são únicas entre as linhagens das Prasinophyceae sensu lato porque se fundem para formar uma teca, que actua como um invólucro protector externo da célula. Todas as linhagens de Prasinophyceae produzem essas escamas externas dentro do aparelho de Golgi e secretam as escamas através do sistema endomembranoso. No processo, brotam vesículas da face trans-Golgi que transportam as escamas para a superfície da célula. Estas vesículas libertam, após a fusão, as escamas para a face externa da parede celular. Nas linhagens de Chlorodendrales, essas escamas fundem-se entre si após a secreção para produzir a parede da teca, na qual as escamas individuais se ligam por meio de ligações cruzadas entre si.
As escamas flagelares e as escamas do corpo celular são estrutural e funcionalmente diferentes, sendo a principal diferença a fusão das escamas do corpo celular. As escamas também diferem em tamanho, forma e composição macromolecular. O aparelho de Golgi só é capaz de produzir um tipo de escama de cada vez, portanto, espécies com múltiplos tipos de escala apresentam fases diferentes de desenvolvimento tecal, separadas no tempo e espaço. Isso também significa que a produção do corpo celular e das escamas dos flagelos ocorre separadamente.
As escamas são usadas para fins taxonómicos e para identificação de espécies, já que as tecas de cada espécie de Chlorodendrales são em geral únicas nas suas características morfológicas, fazendo delas um importante elemento diferenciador na classificação e identificação das espécies. Na realidade as características variam muito de espécie para espécie, podendo as escamas apresentar entre 1 a 5 camadas, variando também em tamanho e em composição molecular e ultra-estrutura. Estas características das tecas são geneticamente determinados e, portanto, são uma característica consistente e confiável que não é geralmente influenciada por factores ambientais.

## Habitat e ecologia
Espécies do agrupamento Chlorodendrales ocorrem em ecossistemas marinhos e de água doce de todo o mundo, incluindo locais como as planícies salgadas (salares) de Goa, Índia.
As espécies deste grupo ocupam nichos ecológico nas cadeias tróficas plactónicas e bênticas, nas quais estas espécies, todas foto-autotróficas, desempenham um papel trófico e de inserção no ecossistemas similar ao das plantas terrestres nos ambientes terrestres. São produtores primários que servem de alimento a consumidores primários, tais como o zooplâncton, as larvas de invertebrados e espécies de protistas heterotróficos.
A maioria das espécies pertencentes ao grupo é de vida livre, no entanto, algumas espécies tornaram-se simbiontes fotossintéticos em animais, embora o tipo de espécies animais que podem estar em simbiose com Chlorodendrales seja limitado, devido à sua necessidade de luz solar para processos fotossintéticos do simbionte.
As populações de Chlorodendrales em ambientes naturais tendem a sofrer flutuações extremas no número da indivíduos devido a mudanças sazonais nas condições abióticas, tais como a temperatura ambiente, a disponibilidade de radiação solar e as concentrações de nutrientes na coluna de água. Estas flutuações conduzem ao fenómeno conhecido por eflorescência algal (algal bloom), caracterizado pelo rápido aumento no número de algas durante os meses de primavera e outono, induzido pela alta disponibilidade de luz e pela recirculação de nutrientes na coluna de água, ou seja da combinação da forte disponibilidade de luz solar e da mistura das camadas de água que reabastecem a camada fotossintética superior com nutrientes, permitindo que a produtividade primária cresça.

## Taxonomia e filogenia

### Sistemática
São conhecidos dois géneros extantes na ordem Chlorodendrales, os géneros Tetraselmis e Scherffelia. Ambos apresentam espécies que são verdes, foto-autotróficas, flageladas e com tecas. A principal diferença entre estes géneros resulta da presença de pirenoides em Tetraselmis, estruturas que estão ausentes em Scherffelia.
Os flagelos dos dois géneros são distintos em composição e morfologia, variando de espécie para espécie, o que pode ser usado para inferir taxonomia e identificação. Ambos os géneros produzem três tipos de escamas flagelares, formando combinações e padrões de escamas que são únicos para cada espécie. As escamas diferem principalmente na composição e ultra-estrutura, e estas são as principais características examinadas a partir de escalas flagelares na identificação de espécies. O aumento do conhecimento sobre as características morfológicas e ultraestruturais das escalas flagelares, e a capacidade de identificar espécies que daí resulta, deveu-se especialmente ao desenvolvimento de técnicas avançadas de microscopia e coloração.

### Filogenia
Estudos que colectaram e analisaram dados moleculares de 13 taxa de prasinófitas permitiram melhor reconstruir a relação filogenética dentro do agrupamento das algas verdes, especialmente nos clados que sofreram ramificação precoce. A análise filogenética de sequências das subunidades do RNA ribossómico, recorrendo a técnicas estatísticas como a distância, parcimónia e máxima verossimilhança. Os resultados dessas análises demonstraram a existência de quatro grupo independentes entre as Prasinophyta sensu lato, nos quais as linhagens presentes representam as primeiras divergências genéticas entre as Chlorophyta. A árvore mais parcimoniosa criada sugere que a linhagem das Chlorodendrales é um grupo que divergiu muito cedo das "Chlorophyta nucleares" (clado UTC), dos quais existem quatro clados extantes. No entanto, a ordem de divergência destes grupos permanece obscura.